# Leskovo
Leskovo (cyr. Лесково) – wieś w Serbii, w okręgu borskim, w gminie Majdanpek. W 2011 roku liczyła 348 mieszkańców.